# Camponotus yessensis
Camponotus yessensis é uma espécie de inseto do gênero Camponotus, pertencente à família Formicidae.